# Kuchnia brytyjska
Kuchnia brytyjska – sztuka kulinarna Wielkiej Brytanii. W jej ramach wyszczególnia się kuchnie regionalne – angielską, szkocką, walijską i północnoirlandzką.
Tradycyjna kuchnia Wysp Brytyjskich zaczęła się kształtować pod wpływem licznych osiadłych na ich terenie na przestrzeni wieków ludów – Celtów, Rzymian, wikingów, Anglosasów i Normanów. Warunki naturalne sprzyjały uprawie roli (pierwotnie przede wszystkim jęczmienia, owsa, żyta, pszenicy, grochu, fasoli i porów) oraz hodowli zwierząt (bydło, owce, trzoda chlewna), na produktach których bazowała dieta ich mieszkańców. We wczesnym średniowieczu Anglosasi doskonalili technikę duszenia mięsa, zanim upowszechniła się ona w innych zakątkach Europy. Około XII wieku Normanowie sprowadzili z Bliskiego Wschodu i rejonu Morza Śródziemnego do Anglii rozmaite egzotyczne przyprawy, z którymi zapoznali się m.in. podczas wypraw krzyżowych. Kuchnie Szkocji, Walii i Irlandii wyraźnie różniły się od angielskiej, na co duży wpływ miał surowszy klimat, m.in. uniemożliwiający kultywację pszenicy. Przez wieki dieta mieszkańców tych krajów opierała się na jęczmieniu, życie i owsie (stąd mnogość w tych kuchniach różnego rodzaju wypieków na bazie tych zbóż), mleku i rybach. Do podstawowych składników diety mieszkańców wysp z czasem dołączyły ziemniaki, sprowadzone w XVI lub XVII wieku. Niższe warstwy społeczne podchodziły do bulw z nieufnością, zwłaszcza w Anglii, dlatego upowszechniły się one tam dopiero na początku XIX wieku. W XVIII i XIX wieku kuchnię brytyjską zaczęły kształtować wpływy z dalekich zakątków imperium brytyjskiego, w szczególności z Indii. Zjawisko to nasiliło się wraz z imigracją ludności z dawnych kolonii w drugiej połowie XX wieku.
Przez większą część XIX i XX wieku kuchnia brytyjska była okryta złą sławą. Brytyjskie jedzenie kojarzono z niską jakością i brakiem smaku. Miały na to wpływ m.in. wczesna i daleko idąca industrializacja kraju, z którą wiązała się masowa migracja ludności wiejskiej do miast (a w związku z nią – utrata dostępu do świeżych produktów spożywczych, jak i zatrata chłopskich tradycji kulinarnych), fascynacja wyższych klas społecznych w epoce wiktoriańskiej kuchnią francuską, przy jednoczesnej wzgardzie dla rodzimej sztuki kulinarnej, a w konsekwencji jej zastój, oraz zakłócenia w imporcie produktów spożywczych podczas obu wojen światowych (wiązała się z nimi długotrwała reglamentacja żywności). Na przełomie XX i XXI wieku wizerunek ten znacznie się poprawił dzięki działalności popularnych szefów kuchni, takich jak Jamie Oliver, Delia Smith, Gary Rhodes, czy Heston Blumenthal.
Potrawą szczególnie silnie kojarzoną z kuchnią brytyjską jest fish and chips, której początki sięgają połowy XIX wieku. Współczesna kuchnia brytyjska cechuje się mnogością potraw powstałych w wyniku połączenia lokalnych tradycji kulinarnych z napływowymi, za symbol czego uznawany jest kurczak tikka masala, niejednokrotnie określany jako „brytyjska potrawa narodowa”. 

Przykłady potraw kuchni brytyjskiej
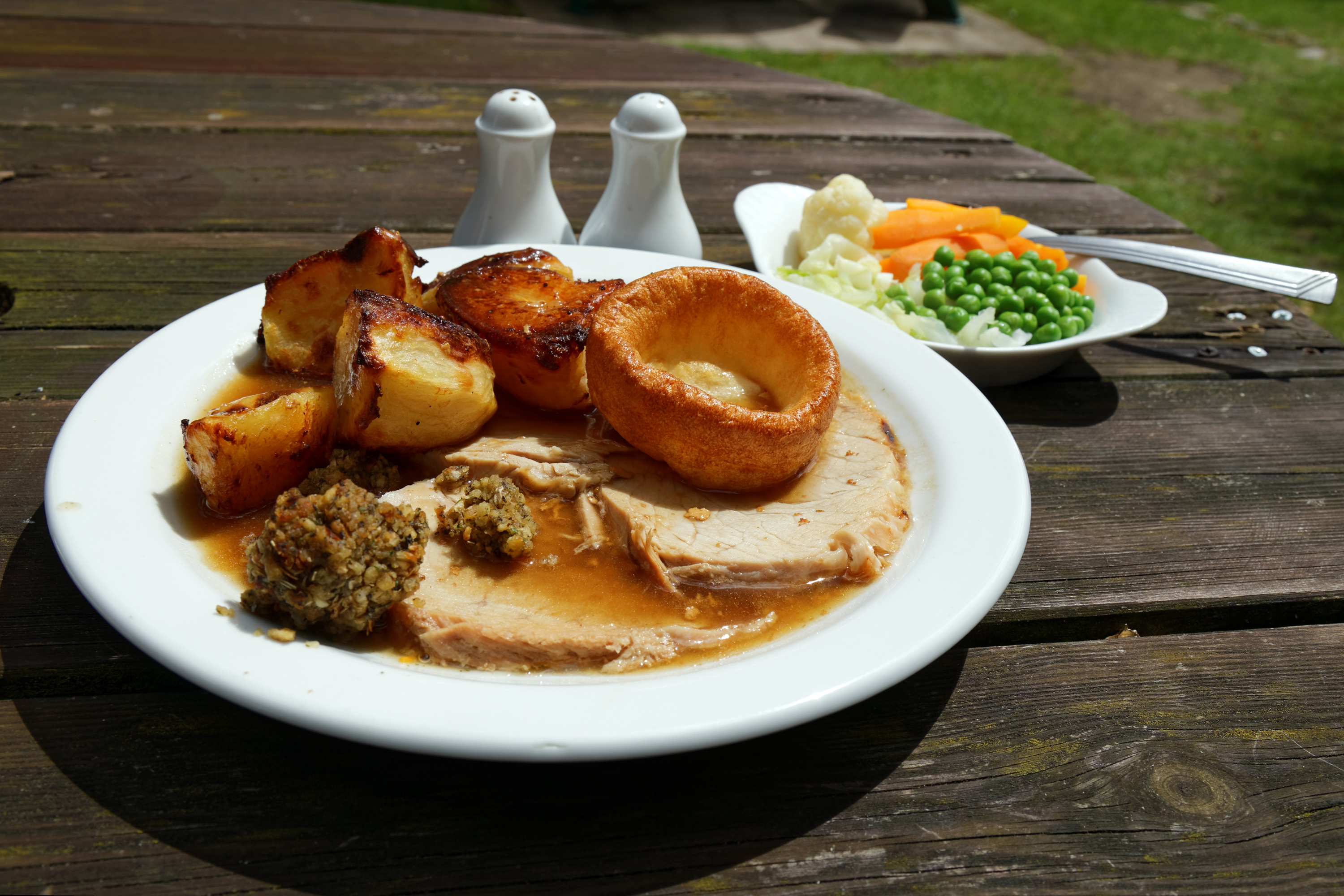
Sunday roast; wśród dodatków – Yorkshire pudding
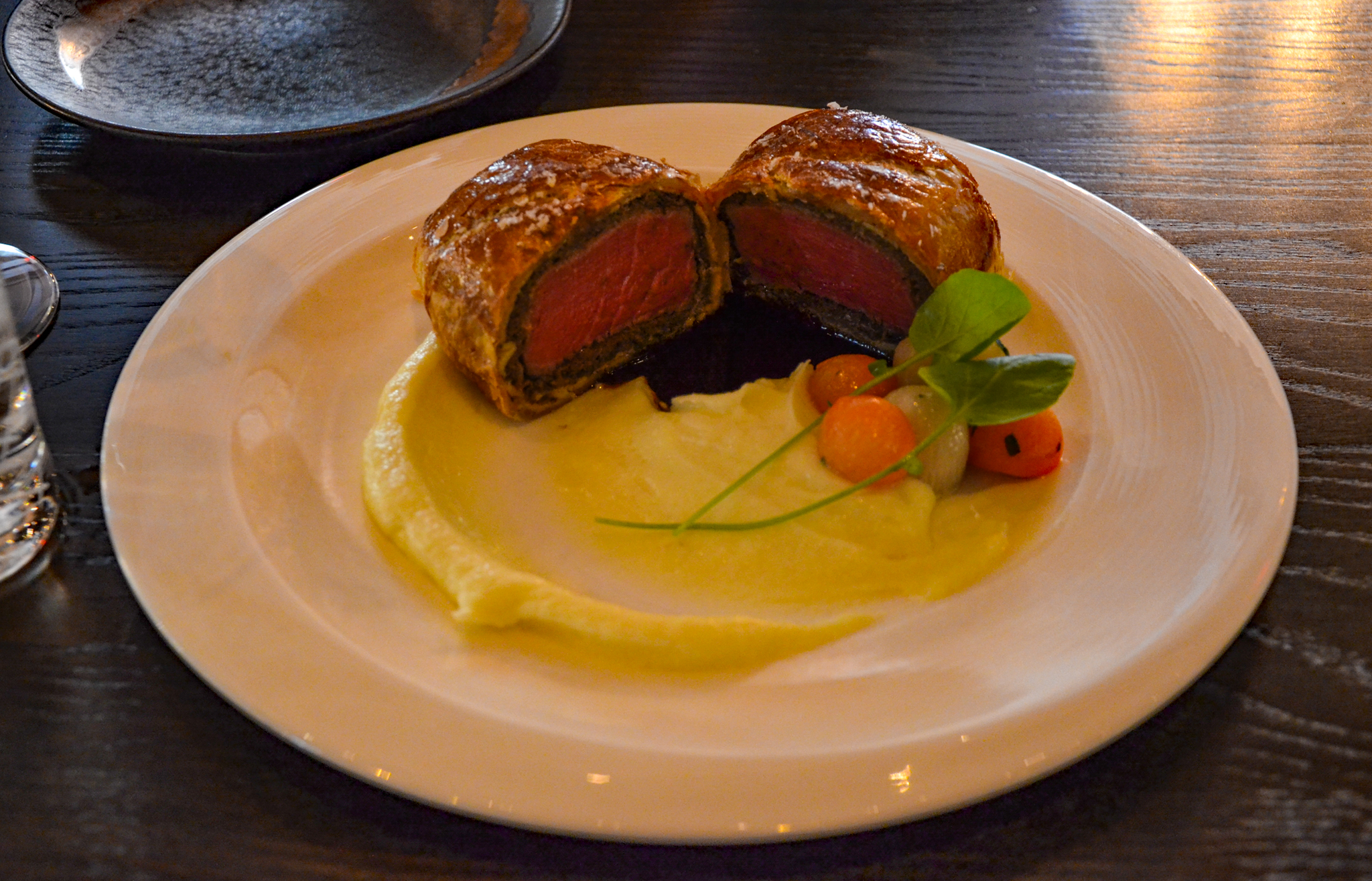
Beef Wellington
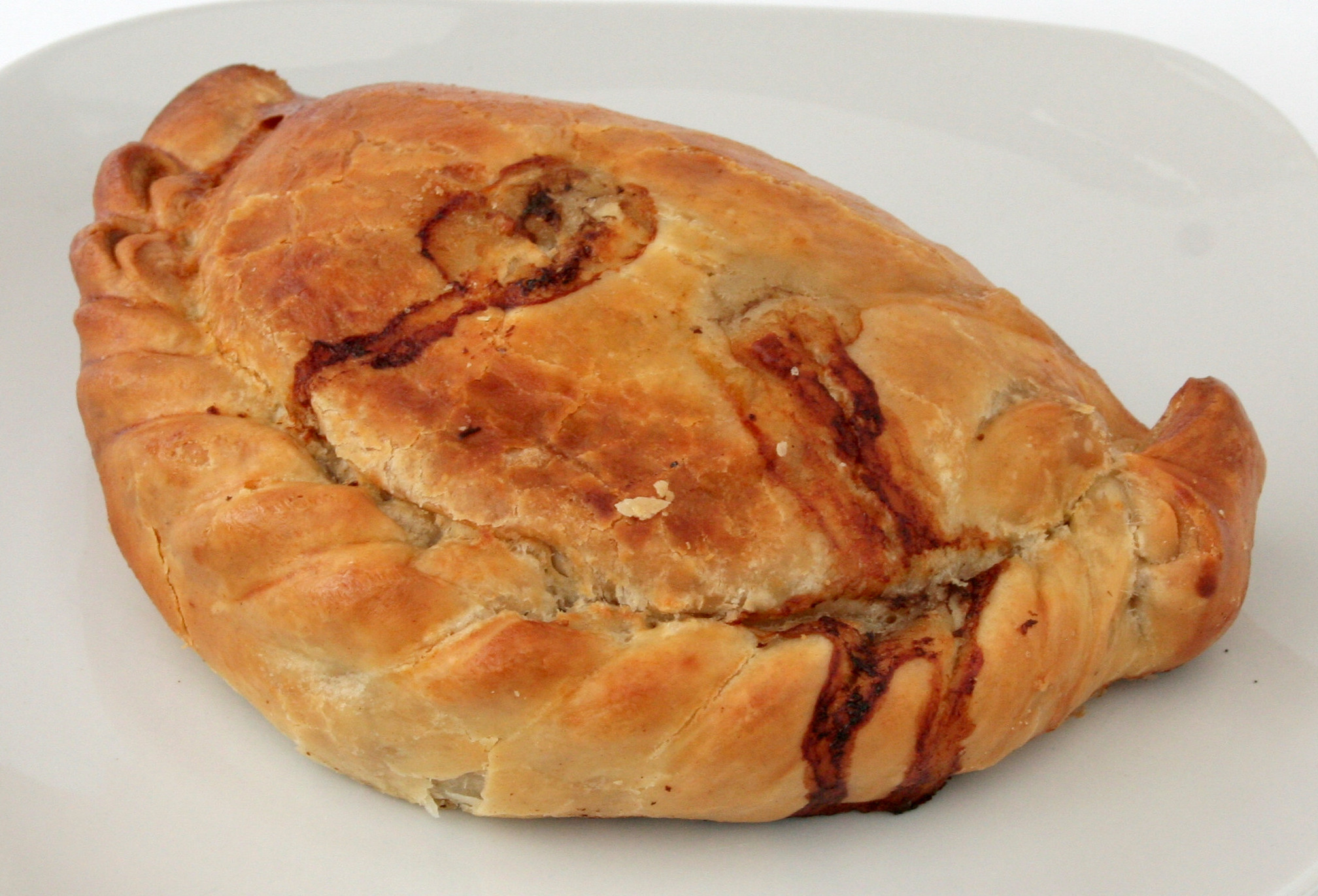
Cornish pasty
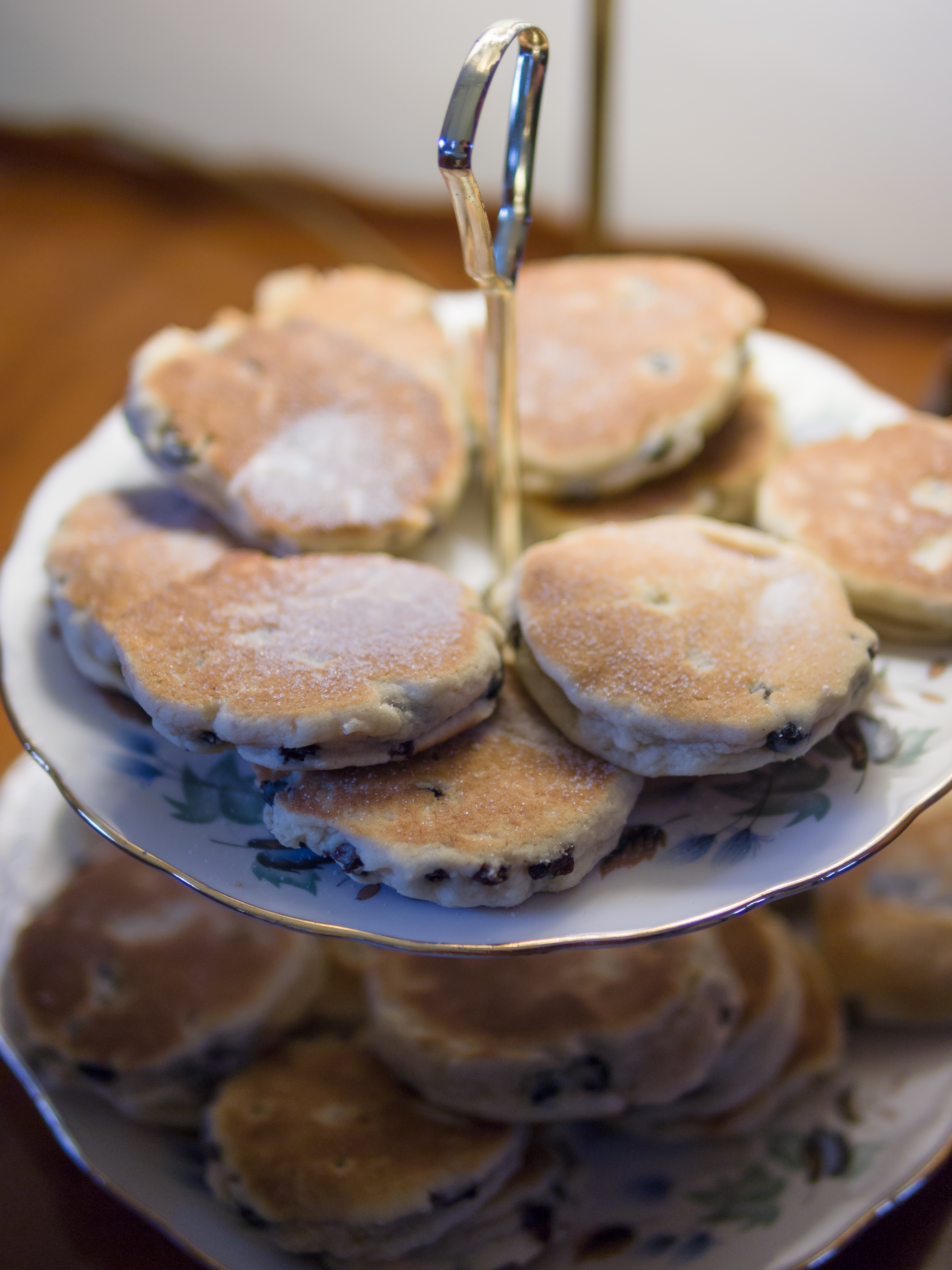
Welsh cakes(inne języki)
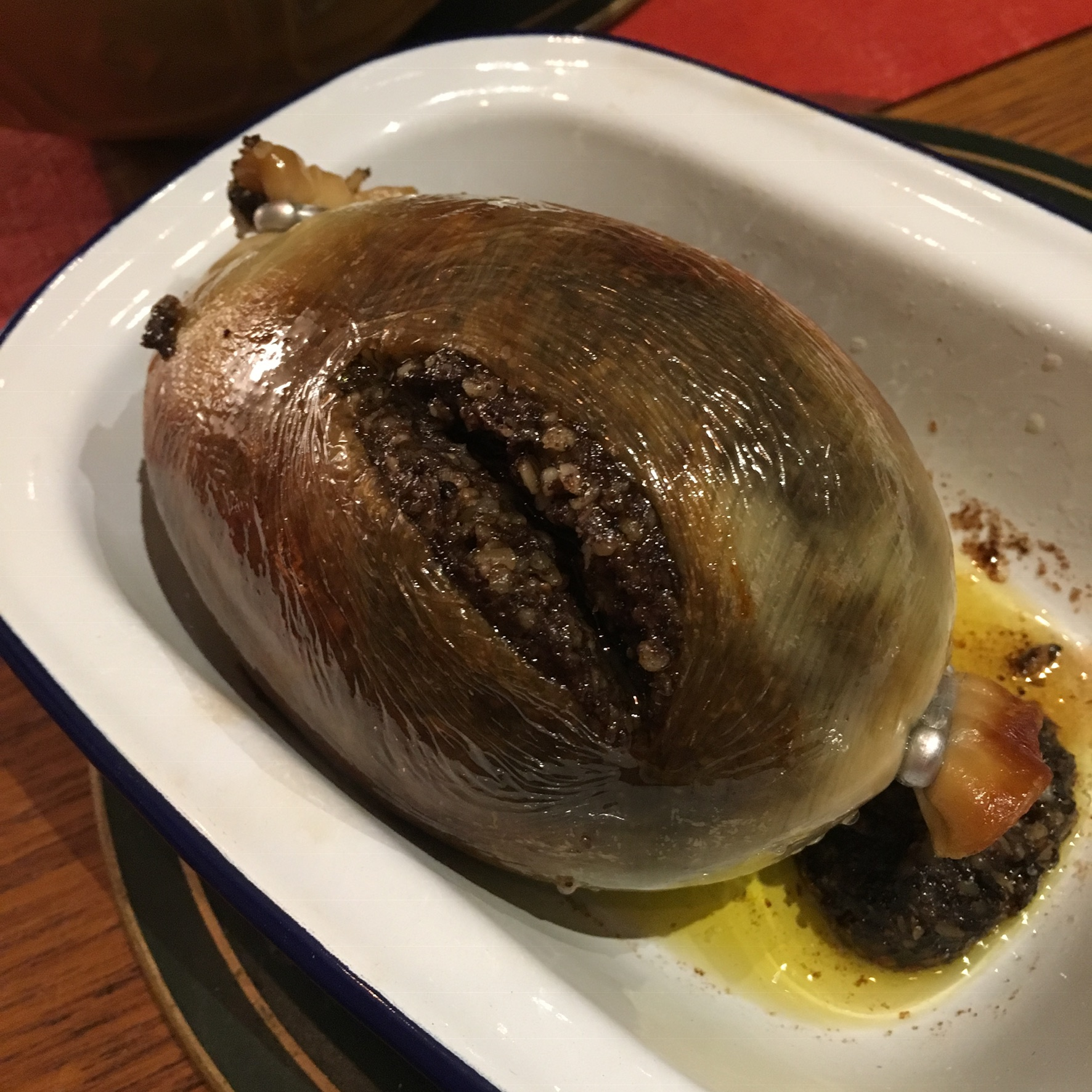
Haggis
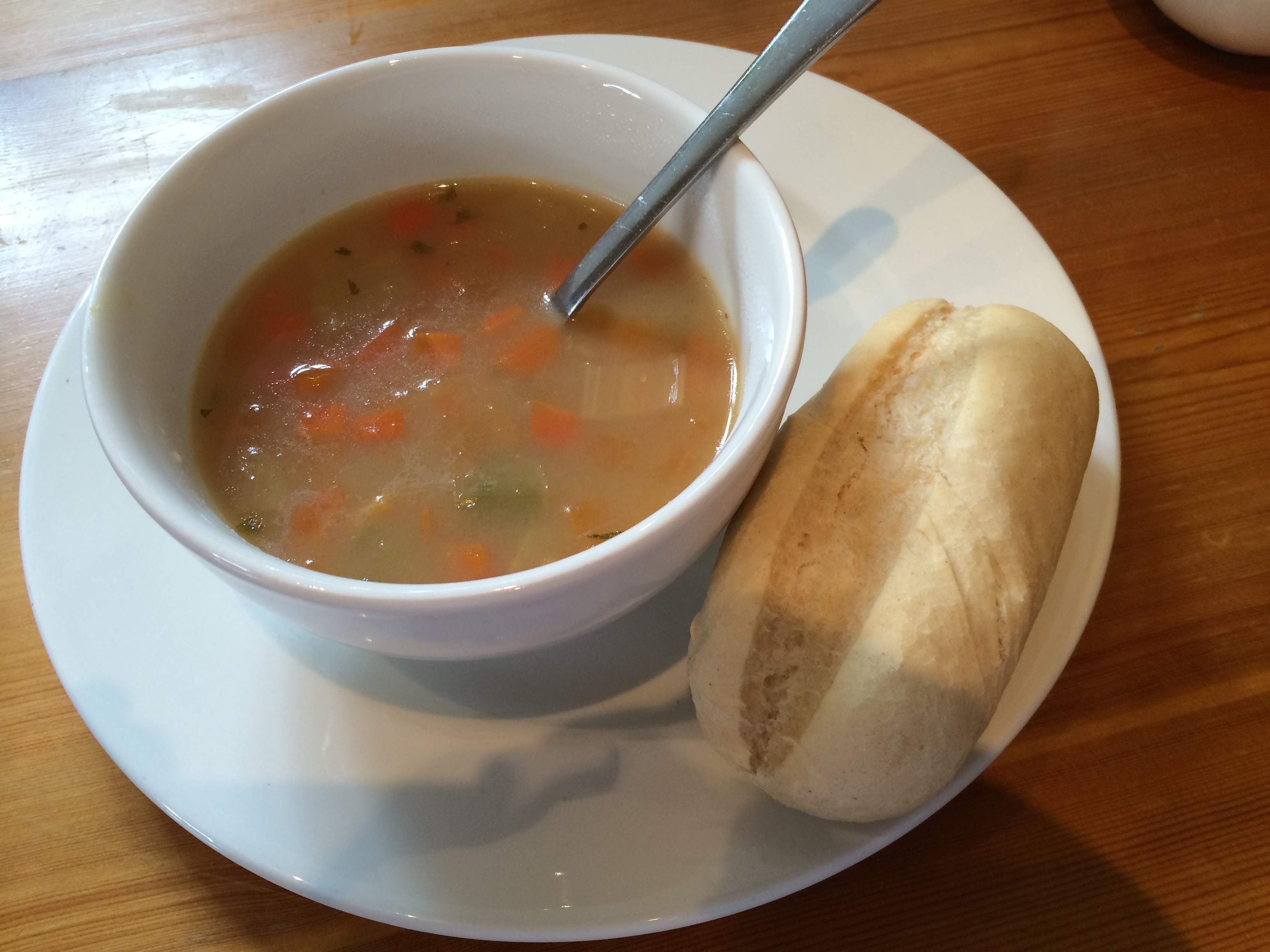
Scotch broth(inne języki)
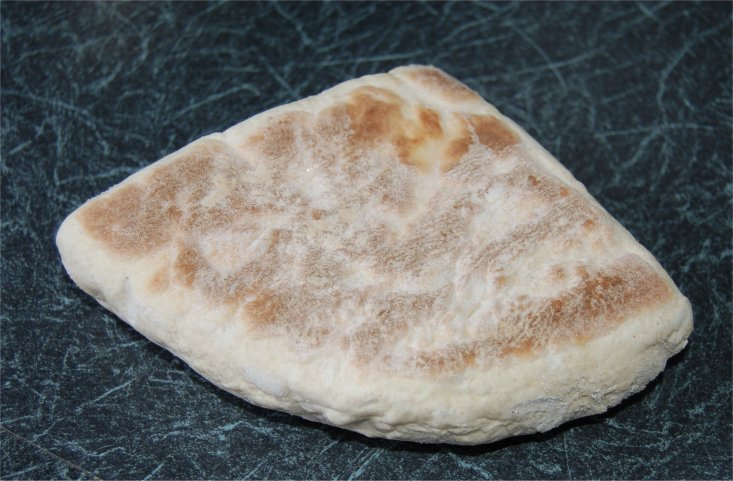
Północnoirlandzki chleb sodowy
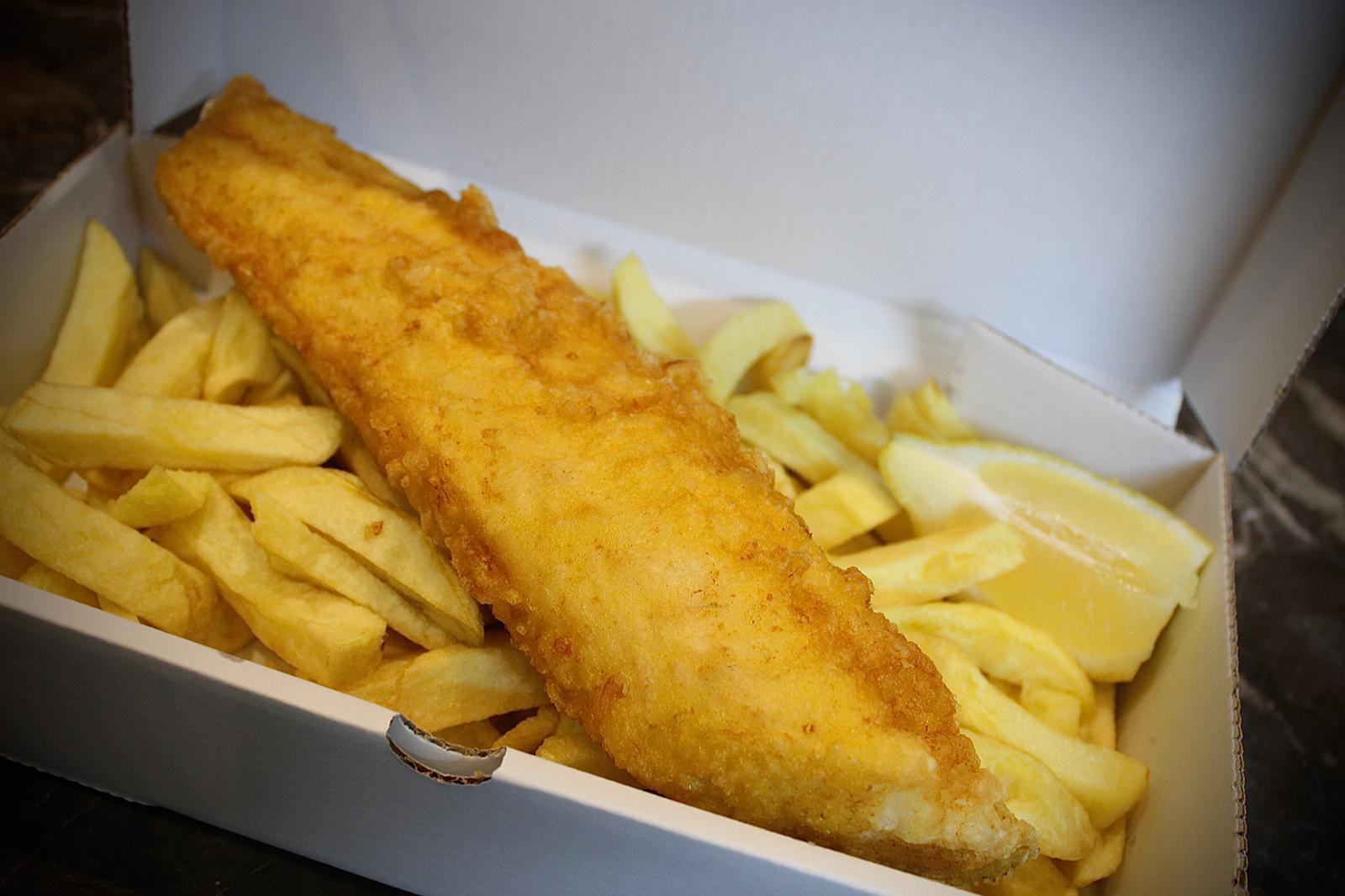
Fish and chips
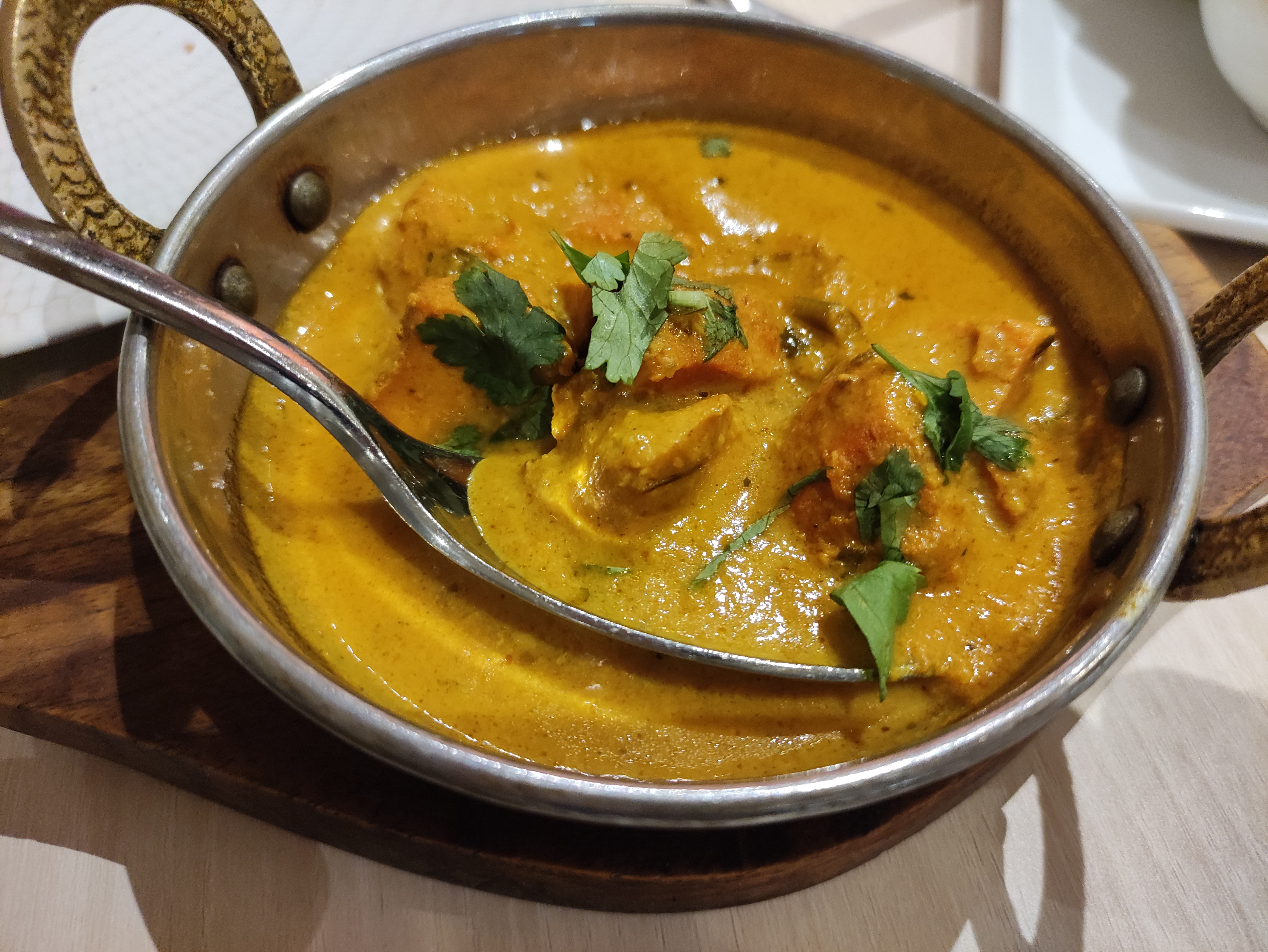
Kurczak tikka masala